# 20006 Albertus Magnus
20006 Albertus Magnus è un asteroide della fascia principale. Scoperto nel 1991, presenta un'orbita caratterizzata da un semiasse maggiore pari a 3,0923090 UA e da un'eccentricità di 0,1982101, inclinata di 2,44247° rispetto all'eclittica. Ha un diametro di 9,060 km.
L'asteroide è dedicato al filosofo e teologo tedesco Alberto Magno.